# Holotrichia serraticollis
Holotrichia serraticollis är en skalbaggsart som beskrevs av Moser 1912. Holotrichia serraticollis ingår i släktet Holotrichia och familjen Melolonthidae. Inga underarter finns listade i Catalogue of Life.